# Yu Kil-chun
Yu Kil-chun (coreeană 유길준; n. 24 octombrie 1864 — d. 30 septembrie 1914) a fost un om politic, activist reformist și independentist, filozof naționalist corean.